# Walter Zenga
Walter Zenga (Milano, 28 aprile 1960) è un allenatore di calcio ed ex calciatore italiano, di ruolo portiere.
Da giocatore si è distinto e riconosciuto come uno dei migliori portieri italiani di tutti i tempi ed ha legato il proprio nome principalmente all'Inter, con cui ha disputato 473 incontri in 12 anni, vincendo uno scudetto, una Supercoppa italiana e due Coppe UEFA.
In nazionale ha totalizzato 58 presenze, prendendo parte a due campionati del mondo (Messico 1986 e Italia 1990) e a un campionato d'Europa (Germania Ovest 1988). Durante il campionato del mondo 1990, concluso al terzo posto, ha mantenuto la porta inviolata per 517 minuti consecutivi, record assoluto della competizione. Ha inoltre disputato i Giochi olimpici di Los Angeles 1984 e, da fuoriquota, l'Europeo Under-21 del 1986.
A livello individuale, è stato eletto portiere dell'anno IFFHS per tre volte consecutive (dal 1989 al 1991), classificandosi terzo in altre due occasioni (nel 1987 e nel 1988); la stessa IFFHS lo ha nominato «miglior portiere del decennio» nel 1997 e collocato in 20ª posizione nell'elenco dei più forti portieri del XX secolo. Nel 1988 e nel 1990 si è classificato rispettivamente 17º e 12º nella corsa al Pallone d'oro. Il 9 marzo 2018, in concomitanza col 110º anniversario della fondazione dell'Inter, è stato il primo portiere a essere inserito nella Hall of Fame del club milanese.
Del club milanese è stato il portiere con più presenze in Serie A (328) fino al 23 maggio 2021 quando è stato superato da Samir Handanovič.
Da allenatore ha vinto, nella stagione 2004-2005, un campionato romeno con la Steaua Bucarest e, nell'annata successiva, un campionato serbo-montenegrino e una coppa di Serbia e Montenegro con la Stella Rossa. Nei cinque anni in Arabia ha vinto un campionato Emiratino e una Coppa del Presidente con l'Al-Jazira.

## Biografia
Si è sposato tre volte ed ha avuto cinque figli. Il primo matrimonio fu con Elvira Carfagna, con la quale ha avuto il figlio Jacopo (attaccante con oltre 100 reti all'attivo in serie minori), il secondo con la conduttrice tv Roberta Termali, con cui ha avuto i figli Nicolò e Andrea (portiere con esperienze in Serie D e anche concorrente della prima edizione di Temptation Island VIP e della quinta edizione del Grande Fratello VIP), ed il terzo con la rumena Raluca Rebedea, da cui nel 2009 ha avuto Samira e nel 2012 Walter Jr. È stato anche sentimentalmente legato a Marina Perzy e Hoara Borselli.
Ha inciso un LP, Dal tuo amico Walter Zenga, e pubblicato tre libri.
Dal 1987 al 1990 ha condotto il programma sportivo Forza Italia, su Odeon TV, insieme a Fabio Fazio, Roberta Termali e Cristina Parodi e il programma Disco sport su Radio Deejay con Amadeus. Nel gennaio del 2000 ha partecipato come "postino" alla trasmissione di Maria De Filippi C'è posta per te.
Nel 2008 ha commentato alcune partite della nazionale italiana con Marco Civoli, e ha fatto da seconda voce al fianco di Alberto Rimedio in occasione del campionato d'Europa 2016; nel 2017 è opinionista su Mediaset Premium. Da novembre 2017 ritorna a commentare per qualche mese le partite della nazionale, sempre al fianco di Alberto Rimedio, sostituendo Alberto Zaccheroni. Sostituito da Antonio Di Gennaro, due anni dopo lo troviamo negli studi di TV8 per commentare l’Europa League. Successivamente sarà opinionista su Sky Sport e ancora su TV8 in occasione della semifinale di Champions Inter-Barcellona nel 2025.
Il 16 settembre 2021 esce la sua autobiografia dal titolo Ero l’uomo ragno. La vita, il calcio, l'amore per Cairo Editore.

## Caratteristiche tecniche

### Giocatore
(Beppe Di Corrado, Walter Zenga, in Il Foglio, 1º dicembre 2007)

Zenga premiato come miglior portiere dell'anno IFFHS nel 1990

Portiere di grande carisma e temperamento, dal carattere acceso, Zenga spiccava per l'abilità tra i pali e l'eleganza negli interventi, doti che gli valsero il soprannome di Deltaplano (coniato da Gianni Brera). Meno brillante nelle uscite alte e nel fronteggiare i calci di rigore, era comunque in possesso di un repertorio tecnico tra i più completi, oltre che di un'ottima struttura fisica. Sapeva coniugare una spiccata vocazione alla platealità, tanto nei gesti tecnici quanto nella direzione della difesa, con l'efficacia negli interventi; la sua capacità di opporsi anche ai tiri più insidiosi compensava la tendenza a commettere occasionali errori, dai quali riusciva comunque a risollevarsi senza incappare in periodi di crisi.
Sebbene le sue caratteristiche mal si sposassero con una più moderna interpretazione del ruolo (non era abilissimo coi piedi, né abituato a linee difensive disposte a zona), riuscì ugualmente ad adeguarsi alle innovazioni introdotte nella stagione 1992-1993, che richiesero ai portieri una maggiore partecipazione alla manovra, mantenendo elevati livelli di rendimento e confermandosi tra i migliori estremi difensori del campionato italiano; quando nel 1994 si trasferì dall'Inter alla Sampdoria, si calò di buon grado nello schieramento a zona di Sven-Göran Eriksson, ritenendo che le affinità tattiche con la nazionale di Arrigo Sacchi potessero convincere il CT dell'Italia a reintegrarlo in azzurro per il campionato d'Europa 1996.

### Allenatore
Come allenatore, Zenga ha spesso schierato le proprie squadre con una difesa a 4, prediligendo soluzioni variabili a centrocampo e nel reparto avanzato.

## Carriera

### Giocatore

#### Inizi
Il padre Alfonso, portiere del Napoli nel 1945-1946, inizia a farlo giocare a calcio all'età di 9 anni, nella Macallesi 1927 di Milano, con un cartellino riportante un anno di nascita falsificato (1959) per poter giocare nei campionati agonistici quali quelli della categoria Pulcini. A undici anni, nel 1971, viene inserito da Italo Galbiati tra i pulcini dell'Inter.
Nel 1978, a 18 anni, viene ceduto in prestito alla Salernitana in Serie C1, squadra presso la quale ha poca fortuna anche a causa di un errore contro il Campobasso. Durante un altro incontro, dopo aver subito due gol discutibili, abbandona il campo in lacrime e, nonostante l'incitamento dei tifosi, decide di lasciare la squadra.
Dopo aver militato per una stagione nel Savona in Serie C2, nel 1980 passa alla Sambenedettese in Serie C1, contribuendo alla promozione in Serie B della squadra marchigiana grazie al secondo posto ottenuto nel campionato 1980-1981. La stagione successiva rimane a San Benedetto del Tronto come titolare e si rende protagonista nella serie cadetta ottenendo 34 presenze.

##### Inter

Zenga all'Inter assieme al compagno di squadra Lothar Matthäus nella stagione 1988-1989

Ritorna all'Inter nella stagione 1982-1983, a 22 anni. In questa sua prima stagione è il secondo portiere dietro il veterano Ivano Bordon, alla sua ultima stagione all'Inter. Zenga si fa comunque apprezzare disputando cinque gare di Coppa Italia. A partire dalla stagione successiva viene promosso al ruolo di portiere titolare, esordendo in Serie A l'11 settembre 1983 in Inter-Sampdoria (1-2).
Durante la Coppa Italia 1987-1988 è protagonista della qualificazione della sua squadra agli ottavi di finale, rivelandosi per due volte decisivo ai tiri di rigore: contro la Reggiana, dopo aver respinto il tiro di Giovanni Cornacchini, mette a segno il penalty di propria competenza e infine neutralizza quello di Carlo Cornacchia, regalando all'Inter la vittoria per 9-8; neutralizza un tiro anche nel successivo impegno contro l'Ascoli, ultima partita della fase a gironi, con i nerazzurri vincitori per 5-4. Nelle precedenti sconfitte contro Taranto e Brescia, gare anch'esse decise dagli undici metri, non era invece riuscito a parare alcun rigore.
Ottiene i primi successi nel 1989, anno in cui l'Inter, guidata da Giovanni Trapattoni, si aggiudica lo scudetto dei record (con Zenga autore di un campionato di alto profilo) e la Supercoppa italiana. Sempre con Trapattoni allenatore, l'Inter vincerà, nel 1991, la prima Coppa UEFA della sua storia.

Zenga, nell'occasione capitano nerazzurro, s'intrattiene con lo juventino Roberto Baggio prima del derby d'Italia del 28 novembre 1993.

L'ultima partita di Zenga con la maglia nerazzurra è la vittoriosa finale della Coppa UEFA 1993-1994 contro il Salisburgo, in cui il portiere offre una prestazione determinante per il risultato e vince per la seconda volta il trofeo continentale.

##### Sampdoria, Padova, N.E. Revolution
Il 22 luglio 1994 passa alla Sampdoria, nella trattativa che porta l'estremo difensore Gianluca Pagliuca all'Inter. Con l'obiettivo di convincere Arrigo Sacchi a reintegrarlo in nazionale per il campionato d'Europa 1996, disputa la prima stagione da titolare, ma ottiene solo 7 presenze in quella successiva, a causa di un grave infortunio subìto a inizio anno, verrà sostituito da Angelo Pagotto e rientrerà solo per le ultime sette partite di campionato. Non rientrando più nei piani della società blucerchiata, si svincola a fine stagione.
Durante l'estate del 1996, a 36 anni, firma con il Padova in Serie B, con il quale ottiene 21 presenze in campionato.
Il 5 marzo 1997 si trasferisce negli Stati Uniti ai New England Revolution, che militano nella Major League Soccer (MLS). Con gli americani totalizza 22 presenze, saltando dieci partite per un'artroscopia al ginocchio sinistro. Il 16 gennaio 1998 si ritira dal calcio. Il 25 agosto venne nominato giocatore/allenatore dei New England Revolution. Il primo anno non disputa nessuna partita, il secondo anno disputa 25 partite fino al suo esonero che avviene il 2 ottobre 1999.

#### Nazionale

Zenga abbraccia Beppe Bergomi, compagno all'Inter e in nazionale, dopo l'amichevole del 1986 contro la Grecia.

Già convocato per i Giochi olimpici di Los Angeles 1984 e titolare (da fuoriquota) della selezione Under-21 che si classifica seconda all'Europeo Under-21 1986.
Viene chiamato in nazionale maggiore da Enzo Bearzot per il campionato del mondo 1986 come terzo portiere, dietro a Giovanni Galli e Franco Tancredi. Esordisce in nazionale l'8 ottobre dello stesso anno, a 26 anni, nella partita amichevole Italia-Grecia (2-0) disputata a Bologna, prima partita agli ordini del nuovo commissario tecnico Azeglio Vicini.
Zenga diventa titolare sin dall'inizio della gestione di Vicini, e partecipa al campionato d'Europa 1988 e al campionato del mondo 1990. Nel corso del torneo disputatosi in Italia, rimane imbattuto per 517 minuti di fila, record assoluto dei Mondiali. L'inviolabilità della sua porta si interrompe nella semifinale contro l'Argentina, in cui Zenga, a seguito di un errore in uscita, subisce una rete su colpo di testa di Claudio Caniggia. La partita termina 1-1 e si decide ai tiri di rigore: le parate di Sergio Goycochea sui tentativi di Roberto Donadoni e Aldo Serena sanciscono l'eliminazione dell'Italia, che disputa quindi la finale per il 3º posto, dalla quale esce vittoriosa sconfiggendo l'Inghilterra per 2-1.

L'avventata uscita di Zenga nella semifinale del che portò al gol di Caniggia.

Sul finire del 1991, dopo la mancata qualificazione al successivo Europeo, la panchina azzurra viene affidata ad Arrigo Sacchi: Zenga, confermato titolare ma poco avvezzo agli schemi del nuovo CT, è subito insidiato dagli emergenti Gianluca Pagliuca e Luca Marchegiani, che nel giro di un anno lo scavalcano, sancendo la fine della sua carriera in nazionale. La sua ultima presenza in nazionale risale al 4 giugno 1992, nella partita della US Cup vinta per 2-0 contro l'Irlanda a Boston.
Dopo la sua estromissione dal giro azzurro, in risposta alle domande dei giornalisti, Zenga canticchia ironicamente una versione modificata del brano degli 883 Hanno ucciso l'Uomo Ragno, pubblicato sempre nel 1992; per questo motivo, da tale momento in poi, il portiere verrà spesso soprannominato Uomo Ragno.
In nazionale conta 58 presenze, quarto portiere per numero di apparizioni dopo Gianluigi Buffon, Dino Zoff e Gianluigi Donnarumma.

### Allenatore

#### Gli inizi e la lunga esperienza all'estero
Il 16 gennaio 1998, ritirandosi dall'attività agonistica, divenne osservatore del suo ultimo club, i New England Revolution. Il 25 agosto fu nominato giocatore-allenatore; il 2 ottobre 1999 venne esonerato.
Il 31 ottobre 2000 tornò in Europa venendo nominato allenatore del neofondato Brera F.C., in Serie D; il 18 gennaio 2001 si dimise. Il 1º luglio 2002 è allenatore del Naţional Bucarest, portando la squadra all'8º posto e alla finale della coppa nazionale. Il 10 settembre 2003 viene nominato direttore tecnico. Il 5 dicembre rassegna le dimissioni. Il 29 luglio 2004 viene nominato tecnico della Steaua Bucarest, vincendo il titolo. Il 19 maggio 2005 viene esonerato.
Il 21 luglio 2005 diventa allenatore della Stella Rossa, con la quale vince il campionato serbo-montenegrino, vincendo per la prima volta nel calcio serbo tutte le partite casalinghe. Si aggiudica anche la coppa nazionale. Il 17 maggio 2006 si dimette dall'incarico.
Il 14 giugno 2006 si trasferisce in Turchia per allenare il Gaziantepspor. Ha dichiarato che ha lasciato la Stella Rossa perché la squadra turca gli offriva molti soldi e che però non lo rifarebbe. Qui disputa tutto il girone d'andata raggiungendo il dodicesimo posto in classifica con 5 vittorie, 5 pareggi e 7 sconfitte. Il 3 gennaio 2007 decide di recedere dal contratto con la società turca pagando una penale e trasferirsi in Medio oriente, precisamente negli Emirati Arabi Uniti, dove il 5 gennaio assume la guida dell'Al-Ain, una delle più importanti squadre della penisola arabica. Con la squadra araba giunge alla finale della Coppa del Presidente.
Il 5 settembre firma un contratto come allenatore della Dinamo Bucarest, che prima del suo arrivo aveva totalizzato solo 7 punti in 5 partite. All'esordio sulla panchina dei campioni di Romania vince per 5-2 in trasferta contro il Politehnica Iași. Il 25 novembre rassegna le dimissioni.

#### L'approdo in Serie A

##### Catania
Il 1º aprile 2008 viene chiamato a sostituire Silvio Baldini sulla panchina del Catania, con gli etnei ancora in cerca della salvezza. Dopo aver esordito con un 3-0 al Napoli, la squadra viene eliminata in semifinale di Coppa Italia dalla Roma; l'obiettivo della permanenza in campionato fu raggiunto all'ultima giornata, dopo un pari con gli stessi capitolini.
Confermato alla guida tecnica anche per la stagione seguente, si rende protagonista di una buona partenza in Serie A nella quale spicca l'affermazione per 2-0 contro il Palermo. Il Catania termina il girone d'andata in undicesima posizione, trovando invece nella fase di ritorno un successo esterno che mancava da 33 partite: a farne le spese sono ancora i rosanero, battuti per 4-0. Il tecnico replica la salvezza, stavolta conseguita in anticipo rispetto alla conclusione del torneo: i 43 punti in classifica costituirono un record per la squadra, poi superato da Maran nel 2013.

##### Palermo
Il 5 giugno 2009 subentra all'esonerato Davide Ballardini alla guida del Palermo di Maurizio Zamparini. Esordisce sulla panchina rosanero il 15 agosto nel Terzo turno di Coppa Italia contro la SPAL (4-2). La sua esperienza al Palermo dura cinque mesi: il 23 novembre 2009 viene sollevato dall'incarico in seguito a risultati poco positivi (17 punti in 13 giornate); il suo sostituto è Delio Rossi.
Tra i risultati positivi della sua gestione ci sono le vittorie contro Napoli (2-1) alla prima giornata, Juventus (2-0) alla settima e l'unica esterna all'ottava contro il Livorno (2-1). Nella trasferta a San Siro contro l'Inter persa per 5-3, sotto di quattro reti dopo il primo tempo, la squadra segna tre reti in dodici minuti nel secondo. Dalla 5ª alla 9ª la squadra resta imbattuta (due pareggi seguiti da tre vittorie), mentre dalla 10ª al derby la squadra non vince alcuna partita e ottiene due soli punti. Durante la sua esperienza palermitana ottiene il nomignolo di Coach Z. Zenga rescinde il contratto con la società rosanero il 12 gennaio 2010.

#### Esperienze in Arabia Saudita e negli Emirati Arabi

##### Al-Nassr
L'11 maggio 2010 firma un contratto con gli arabi dell'Al-Nassr di Riad, tornando ad allenare nel Golfo dopo l'esperienza del 2007 alla guida dell'Al-Ain. Il 24 dicembre viene esonerato, affermando in seguito di non aver ricevuto per sei mesi lo stipendio pattuito.

##### Al-Nasr

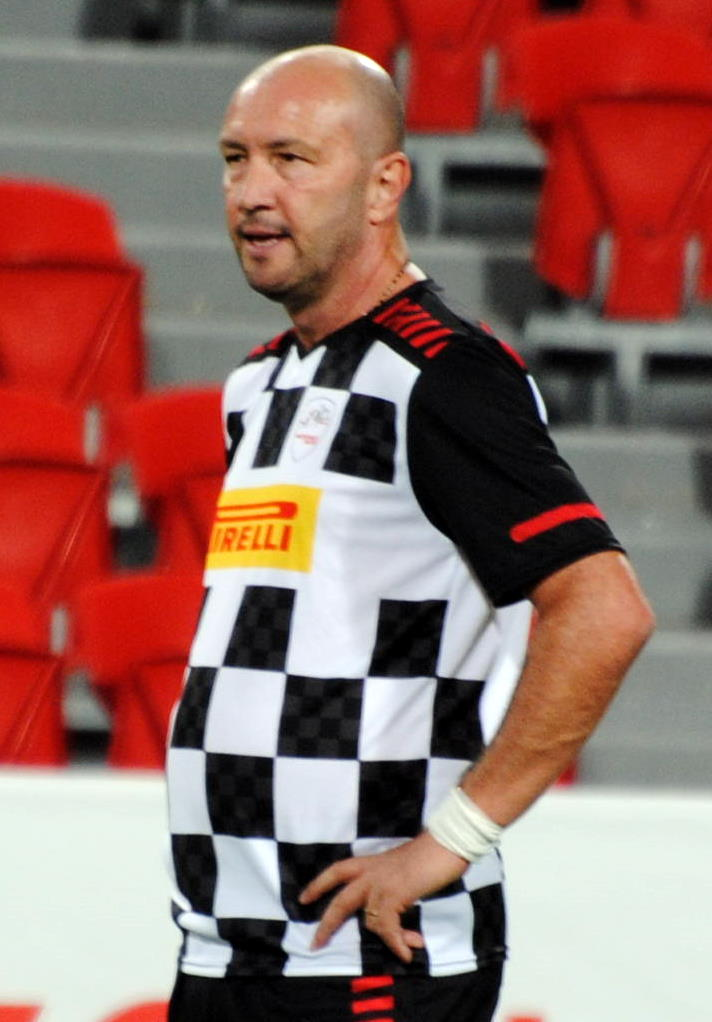
Zenga nel 2011

Il 24 gennaio 2011 si accorda con l'Al-Nasr di Dubai. Porta la squadra al 3º posto finale in campionato, piazzandosi dietro al Baniyas e ai campioni dell'Al-Jazira e qualificandosi alla AFC Champions League.
Il 17 dicembre 2011 esce nel 2º girone della Coppa del Presidente degli Emirati Arabi Uniti e il 1º marzo 2012, nonostante la vittoria per 2-0 contro lo Sharjah, abbandona ai gironi anche l'Emirates Cup. Il 7 marzo debutta in Champions League (prima apparizione assoluta anche per il club) nella prima partita della fase a gironi perde per 1-0 in trasferta contro gli iraniani del Sepahan; termina il girone all'ultimo posto con 6 punti non passando il turno. In campionato si piazza questa volta al 2º posto con 41 punti dietro all'Al-Ain (55 punti).
Nella stagione 2012-2013 viene eliminato agli ottavi nella Coppa del Presidente. A fine stagione la squadra ottiene il 6º posto in campionato e il 1º giugno 2013 viene esonerato nonostante un altro anno di contratto.

##### Al-Jazira
Il 12 ottobre 2013 diventa il tecnico dell'Al-Jazira, altra società degli Emirati Arabi. Chiude il campionato al 3º posto, perde la finale di Emirates Cup contro l'Al-Ahli e nella Champions asiatica si ferma agli ottavi. Il 15 maggio 2014, dopo sette mesi, risolve il contratto con il club.

#### Sampdoria e ancora all'estero

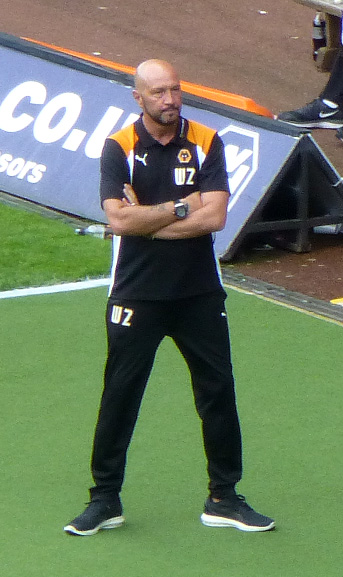
Zenga alla guida del nel 2016.

L'11 giugno 2015 Zenga ritorna alla Sampdoria da allenatore sostituendo Siniša Mihajlović, a distanza di 6 anni dall'ultima esperienza italiana. Fa il suo esordio nella gara di andata del terzo turno preliminare in Europa League perdendo 4-0 contro il Vojvodina: per il club blucerchiato si tratta della «peggior sconfitta interna nella storia delle competizioni UEFA». Il 2-0 al ritorno non è sufficiente a ribaltare la situazione, con i doriani subito eliminati. Il 10 novembre seguente, dopo la sconfitta casalinga per 0-2 contro la Fiorentina, viene esonerato. In 12 partite ha messo insieme 4 vittorie, 4 pareggi e 4 sconfitte. Il 26 novembre recede dal contratto con la società ligure.
Terminata l'esperienza alla Sampdoria, Zenga firma un contratto di 6 mesi da un milione di dollari con la squadra emiratina dell'Al-Shaab, ultima nell'UAE Arabian Gulf League. Il 30 novembre all'esordio perde contro l'Al-Shabab per 1-3. Il 21 febbraio 2016 rescinde consensualmente il contratto con la squadra sempre ultima in classifica avendo collezionato 1 vittoria, 1 pareggio e 9 sconfitte.
Il 30 luglio dello stesso anno firma un contratto con il Wolverhampton, club della seconda divisione inglese. Il 6 agosto al debutto pareggia per 2-2 con il Rotherham Utd. Il 25 ottobre seguente viene però esonerato con la squadra al 18º posto in classifica con 16 punti (4 vittorie, 4 pareggi e 6 sconfitte).

#### Ritorni in Italia e negli Emirati Arabi
L'8 dicembre 2017 firma un contratto con il Crotone, ritornando così ad allenare in Serie A dopo 2 anni. Dopo la sconfitta all'esordio con il Sassuolo (2-1), il 17 dicembre vince la sua prima partita contro il Chievo per 1-0. Il 23 maggio 2018 dopo la retrocessione in Serie B della squadra calabrese annuncia le dimissioni; in 23 partite alla guida del club calabrese ha messo insieme 23 punti frutto di 6 vittorie, 5 pareggi e 12 sconfitte.
Il 12 ottobre dello stesso anno viene nominato allenatore del Venezia, in sostituzione di Stefano Vecchi; nella sua prima esperienza in Serie B il suo vice è Benny Carbone come in Calabria. Zenga eredita la squadra al terz’ultimo posto in classifica con 4 punti nelle prime 6 gare; al debutto pareggia per 1-1 con il Verona e, dopo un altro pareggio per 1-1 contro il Palermo, il 30 ottobre arriva la prima vittoria in trasferta per 0-1 contro la Cremonese. Dopo un buon inizio (15 punti in 8 partite) da Natale la squadra cala (7 punti in 11 partite) e scivola verso la zona play-out; il 5 marzo 2019, con la squadra al quart’ultimo posto a 22 punti, viene esonerato e sostituito da Serse Cosmi.
Il 3 marzo 2020 viene nominato nuovo allenatore del Cagliari al posto dell'esonerato Rolando Maran. Riesce a debuttare solamente il 20 giugno - dopo lo stop dovuto all'emergenza COVID-19 - perdendo contro il Verona per 2-1. Tre giorni dopo vince la sua prima partita contro la SPAL per 0-1. Il 12 luglio raggiunge le 100 panchine in Serie A in occasione di Cagliari-Lecce 0-0. Il 1º agosto, in occasione di Milan-Cagliari 3-0, annuncia di non essere stato confermato dalla società sarda per la stagione seguente; con i rossoblu ha messo insieme 13 punti in 12 partite (3 vittorie, 4 pareggi e 5 sconfitte) arrivando 13º con 45 punti, a 10 lunghezze dalla zona retrocessione.
Il 28 maggio 2023, viene annunciato il suo ingaggio, a partire dal luglio dello stesso anno, come direttore tecnico del Persita Tangerang, nella massima serie indonesiana, con cui firma un contratto biennale.
Il 5 gennaio 2024, Zenga torna ufficialmente ad allenare a tre anni e mezzo dall'ultima esperienza, venendo ingaggiato dall'Emirates, in quel momento ultimo nella massima serie emiratina, con cui firma un contratto valido fino al 30 giugno 2025. Dopo aver collezionato solamente 5 punti in 6 partite, il 30 aprile seguente viene esonerato e sostituito dal suo vice Benito Carbone.

#### Esperienze da dirigente

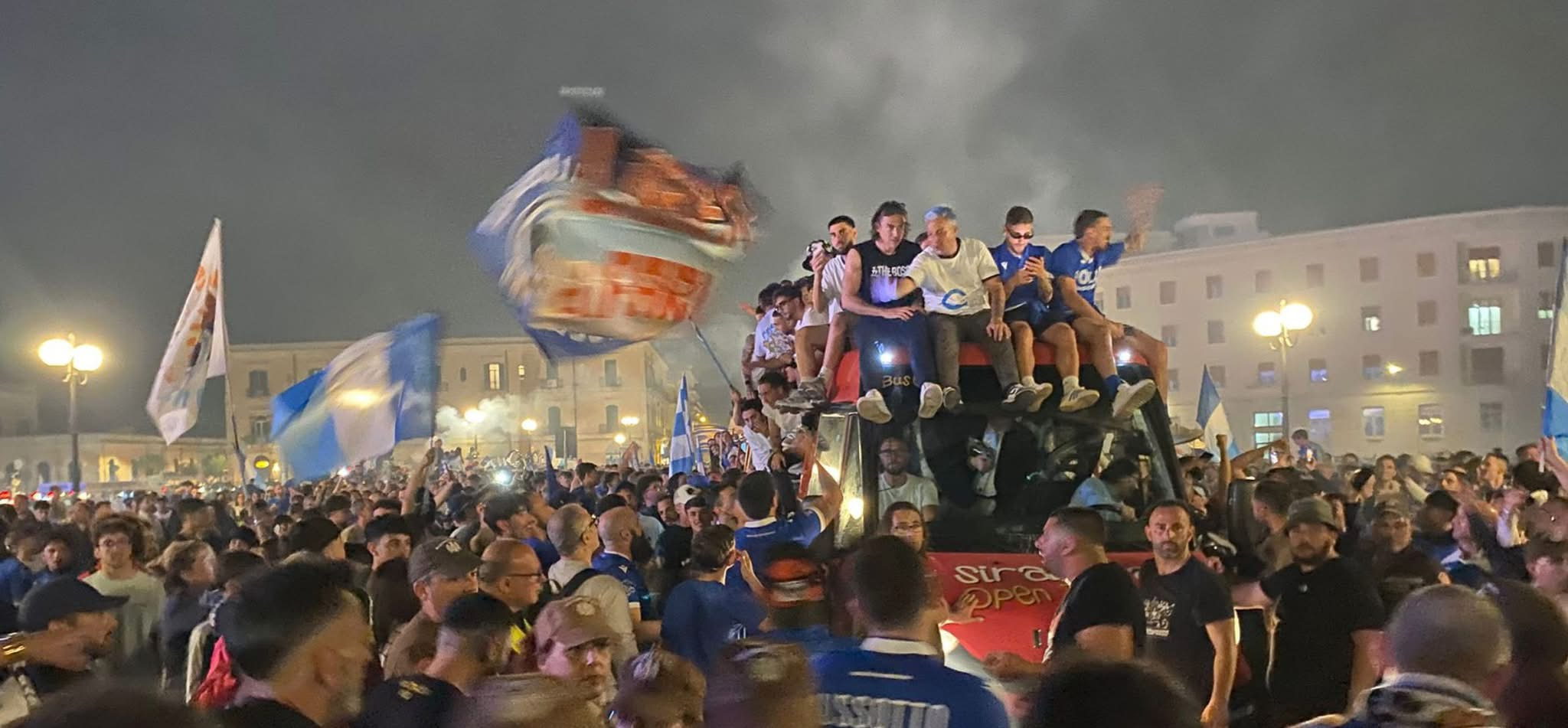
Walter Zenga omaggiato insieme alla squadra durante la festa promozione del Siracusa

Il 27 settembre 2024 viene ufficializzato dal Siracusa il quale gli affida l'incarico di club manager e brand ambassador, occupandosi di promuovere il marchio del club in Italia e all’estero. Al termine della stagione il Siracusa viene promosso in Serie C. Nel Luglio 2025 il rapporto tra le parti si interrompe.

## Statistiche

### Presenze e reti nei club
| Stagione                      | Squadra                       | Campionato                    | Campionato | Campionato | Coppe nazionali | Coppe nazionali | Coppe nazionali | Coppe continentali | Coppe continentali | Coppe continentali | Altre coppe | Altre coppe | Altre coppe | Totale | Totale |
| Stagione                      | Squadra                       | Comp                          | Pres       | Reti       | Comp            | Pres            | Reti            | Comp               | Pres               | Reti               | Comp        | Pres        | Reti        | Pres   | Reti   |
| ----------------------------- | ----------------------------- | ----------------------------- | ---------- | ---------- | --------------- | --------------- | --------------- | ------------------ | ------------------ | ------------------ | ----------- | ----------- | ----------- | ------ | ------ |
| 1978-1979                     | Salernitana                   | C1                            | 3          | -6         | CI-S            | ?               | ?               | -                  | -                  | -                  | -           | -           | -           | 3+     | -6 +   |
| 1979-1980                     | Savona                        | C2                            | 23         | -19        | CI-S            | ?               | ?               | -                  | -                  | -                  | -           | -           | -           | 23+    | -19 +  |
| 1980-1981                     | Sambenedettese                | C1                            | 33         | -19        | CI-S            | ?               | ?               | -                  | -                  | -                  | -           | -           | -           | 33+    | -19 +  |
| 1981-1982                     | Sambenedettese                | B                             | 34         | -26        | CI              | 4               | -5              | -                  | -                  | -                  | -           | -           | -           | 38     | -31    |
| Totale Sambenedettese         | Totale Sambenedettese         | Totale Sambenedettese         | 67         | -45        |                 | 4+              | -5 +            |                    | -                  | -                  |             | -           | -           | 71+    | -50 +  |
| 1982-1983                     | Inter                         | A                             | 0          | 0          | CI              | 5               | -5              | CdC                | 0                  | 0                  | -           | -           | -           | 5      | -5     |
| 1983-1984                     | Inter                         | A                             | 30         | -23        | CI              | 5               | -6              | CU                 | 6                  | -7                 | -           | -           | -           | 41     | -36    |
| 1984-1985                     | Inter                         | A                             | 25         | -23        | CI              | 10              | -8              | CU                 | 8                  | -8                 | -           | -           | -           | 43     | -39    |
| 1985-1986                     | Inter                         | A                             | 30         | -33        | CI              | 4               | -4              | CU                 | 10                 | -11                | TE          | 0           | 0           | 44     | -48    |
| 1986-1987                     | Inter                         | A                             | 29         | -16        | CI              | 9               | -7              | CU                 | 8                  | -4                 | -           | -           | -           | 46     | -27    |
| 1987-1988                     | Inter                         | A                             | 26         | -31        | CI              | 11              | -8              | CU                 | 6                  | -4                 | -           | -           | -           | 43     | -43    |
| 1988-1989                     | Inter                         | A                             | 33         | -19        | CI              | 5               | -7              | CU                 | 5                  | -5                 | -           | -           | -           | 43     | -31    |
| 1989-1990                     | Inter                         | A                             | 31         | -26        | CI              | 4               | -3              | CC                 | 2                  | -2                 | SI          | 1           | 0           | 38     | -31    |
| 1990-1991                     | Inter                         | A                             | 32         | -27        | CI              | 4               | -3              | CU                 | 12                 | -7                 | -           | -           | -           | 48     | -37    |
| 1991-1992                     | Inter                         | A                             | 31         | -27        | CI              | 6               | -8              | CU                 | 2                  | -2                 | -           | -           | -           | 39     | -37    |
| 1992-1993                     | Inter                         | A                             | 29         | -26        | CI              | 5               | -8              | -                  | -                  | -                  | -           | -           | -           | 34     | -34    |
| 1993-1994                     | Inter                         | A                             | 32         | -43        | CI              | 5               | -5              | CU                 | 12                 | -10                | -           | -           | -           | 49     | -58    |
| Totale Inter                  | Totale Inter                  | Totale Inter                  | 328        | -294       |                 | 73              | -72             |                    | 71                 | -60                |             | 1           | 0           | 473    | -426   |
| 1994-1995                     | Sampdoria                     | A                             | 34         | -37        | CI              | 4               | -6              | CdC                | 8                  | -12                | SI          | 1           | -1          | 47     | -56    |
| 1995-1996                     | Sampdoria                     | A                             | 7          | -6         | CI              | 0               | 0               | -                  | -                  | -                  | -           | -           | -           | 7      | -6     |
| Totale Sampdoria              | Totale Sampdoria              | Totale Sampdoria              | 41         | -43        |                 | 4               | -6              |                    | 8                  | -12                |             | 1           | -1          | 54     | -62    |
| 1996-1997                     | Padova                        | B                             | 21         | -20        | CI              | 1               | -1              | -                  | -                  | -                  | -           | -           | -           | 22     | -21    |
| 1997                          | N.E. Revolution               | MLS                           | 22         | -28        | -               | -               | -               | -                  | -                  | -                  | -           | -           | -           | 22     | -28    |
| 1998                          | N.E. Revolution               | MLS                           | 0          | 0          | -               | -               | -               | -                  | -                  | -                  | -           | -           | -           | 0      | 0      |
| 1999                          | N.E. Revolution               | MLS                           | 25         | -45        | -               | -               | -               | -                  | -                  | -                  | -           | -           | -           | 25     | -45    |
| Totale New England Revolution | Totale New England Revolution | Totale New England Revolution | 47         | -73        |                 | -               | -               |                    | -                  | -                  |             | -           | -           | 47     | -73    |
| Totale carriera               | Totale carriera               | Totale carriera               | 530        | -500       |                 | 82+             | -84 +           |                    | 79                 | -72                |             | 2           | -1          | 693+   | -657 + |

### Cronologia presenze e reti in nazionale
| Cronologia completa delle presenze e delle reti in nazionale ― Italia | Cronologia completa delle presenze e delle reti in nazionale ― Italia | Cronologia completa delle presenze e delle reti in nazionale ― Italia | Cronologia completa delle presenze e delle reti in nazionale ― Italia | Cronologia completa delle presenze e delle reti in nazionale ― Italia | Cronologia completa delle presenze e delle reti in nazionale ― Italia | Cronologia completa delle presenze e delle reti in nazionale ― Italia | Cronologia completa delle presenze e delle reti in nazionale ― Italia |
| Data                                                                  | Città                                                                 | In casa                                                               | Risultato                                                             | Ospiti                                                                | Competizione                                                          | Reti                                                                  | Note                                                                  |
| --------------------------------------------------------------------- | --------------------------------------------------------------------- | --------------------------------------------------------------------- | --------------------------------------------------------------------- | --------------------------------------------------------------------- | --------------------------------------------------------------------- | --------------------------------------------------------------------- | --------------------------------------------------------------------- |
| 8-10-1986                                                             | Bologna                                                               | Italia                                                                | 2 – 0                                                                 | Grecia                                                                | Amichevole                                                            | -                                                                     |                                                                       |
| 15-11-1986                                                            | Milano                                                                | Italia                                                                | 3 – 2                                                                 | Svizzera                                                              | Qual. Euro 1988                                                       | -2                                                                    |                                                                       |
| 6-12-1986                                                             | La Valletta                                                           | Malta                                                                 | 0 – 2                                                                 | Italia                                                                | Qual. Euro 1988                                                       | -                                                                     |                                                                       |
| 24-1-1987                                                             | Bergamo                                                               | Italia                                                                | 5 – 0                                                                 | Malta                                                                 | Qual. Euro 1988                                                       | -                                                                     |                                                                       |
| 14-2-1987                                                             | Lisbona                                                               | Portogallo                                                            | 0 – 1                                                                 | Italia                                                                | Qual. Euro 1988                                                       | -                                                                     |                                                                       |
| 18-4-1987                                                             | Colonia                                                               | Germania Ovest                                                        | 0 – 0                                                                 | Italia                                                                | Amichevole                                                            | -                                                                     |                                                                       |
| 28-5-1987                                                             | Oslo                                                                  | Norvegia                                                              | 0 – 0                                                                 | Italia                                                                | Amichevole                                                            | -                                                                     |                                                                       |
| 3-6-1987                                                              | Stoccolma                                                             | Svezia                                                                | 1 – 0                                                                 | Italia                                                                | Qual. Euro 1988                                                       | -1                                                                    |                                                                       |
| 10-6-1987                                                             | Zurigo                                                                | Italia                                                                | 3 – 1                                                                 | Argentina                                                             | Amichevole                                                            | -                                                                     |                                                                       |
| 23-9-1987                                                             | Pisa                                                                  | Italia                                                                | 1 – 0                                                                 | Jugoslavia                                                            | Amichevole                                                            | -                                                                     |                                                                       |
| 17-10-1987                                                            | Berna                                                                 | Svizzera                                                              | 0 – 0                                                                 | Italia                                                                | Qual. Euro 1988                                                       | -                                                                     |                                                                       |
| 14-11-1987                                                            | Napoli                                                                | Italia                                                                | 2 – 1                                                                 | Svezia                                                                | Qual. Euro 1988                                                       | -1                                                                    |                                                                       |
| 5-12-1987                                                             | Milano                                                                | Italia                                                                | 3 – 0                                                                 | Portogallo                                                            | Qual. Euro 1988                                                       | -                                                                     |                                                                       |
| 20-2-1988                                                             | Bari                                                                  | Italia                                                                | 4 – 1                                                                 | Unione Sovietica                                                      | Amichevole                                                            | -1                                                                    |                                                                       |
| 31-3-1988                                                             | Spalato                                                               | Jugoslavia                                                            | 1 – 1                                                                 | Italia                                                                | Amichevole                                                            | -1                                                                    |                                                                       |
| 27-4-1988                                                             | Lussemburgo                                                           | Lussemburgo                                                           | 0 – 3                                                                 | Italia                                                                | Amichevole                                                            | -                                                                     |                                                                       |
| 4-6-1988                                                              | Brescia                                                               | Italia                                                                | 0 – 1                                                                 | Galles                                                                | Amichevole                                                            | -1                                                                    |                                                                       |
| 10-6-1988                                                             | Düsseldorf                                                            | Germania Ovest                                                        | 1 – 1                                                                 | Italia                                                                | Euro 1988 - 1º turno                                                  | -1                                                                    |                                                                       |
| 14-6-1988                                                             | Francoforte                                                           | Italia                                                                | 1 – 0                                                                 | Spagna                                                                | Euro 1988 - 1º turno                                                  | -                                                                     |                                                                       |
| 17-6-1988                                                             | Colonia                                                               | Italia                                                                | 2 – 0                                                                 | Danimarca                                                             | Euro 1988 - 1º turno                                                  | -                                                                     |                                                                       |
| 22-6-1988                                                             | Stoccarda                                                             | Unione Sovietica                                                      | 2 – 0                                                                 | Italia                                                                | Euro 1988 - Semifinale                                                | -2                                                                    |                                                                       |
| 19-10-1988                                                            | Pescara                                                               | Italia                                                                | 2 – 1                                                                 | Norvegia                                                              | Amichevole                                                            | -1                                                                    |                                                                       |
| 22-12-1988                                                            | Perugia                                                               | Italia                                                                | 2 – 0                                                                 | Scozia                                                                | Amichevole                                                            | -                                                                     |                                                                       |
| 22-2-1989                                                             | Pisa                                                                  | Italia                                                                | 1 – 0                                                                 | Danimarca                                                             | Amichevole                                                            | -                                                                     |                                                                       |
| 25-3-1989                                                             | Vienna                                                                | Austria                                                               | 0 – 1                                                                 | Italia                                                                | Amichevole                                                            | -                                                                     |                                                                       |
| 29-3-1989                                                             | Sibiu                                                                 | Romania                                                               | 1 – 0                                                                 | Italia                                                                | Amichevole                                                            | -1                                                                    |                                                                       |
| 22-4-1989                                                             | Verona                                                                | Italia                                                                | 1 – 1                                                                 | Uruguay                                                               | Amichevole                                                            | -                                                                     |                                                                       |
| 26-4-1989                                                             | Taranto                                                               | Italia                                                                | 4 – 0                                                                 | Ungheria                                                              | Amichevole                                                            | -                                                                     |                                                                       |
| 20-9-1989                                                             | Cesena                                                                | Italia                                                                | 4 – 0                                                                 | Bulgaria                                                              | Amichevole                                                            | -                                                                     |                                                                       |
| 14-10-1989                                                            | Bologna                                                               | Italia                                                                | 0 – 1                                                                 | Brasile                                                               | Amichevole                                                            | -1                                                                    |                                                                       |
| 11-11-1989                                                            | Vicenza                                                               | Italia                                                                | 1 – 0                                                                 | Algeria                                                               | Amichevole                                                            | -                                                                     |                                                                       |
| 15-11-1989                                                            | Londra                                                                | Inghilterra                                                           | 0 – 0                                                                 | Italia                                                                | Amichevole                                                            | -                                                                     |                                                                       |
| 21-12-1989                                                            | Cagliari                                                              | Italia                                                                | 0 – 0                                                                 | Argentina                                                             | Amichevole                                                            | -                                                                     |                                                                       |
| 21-2-1990                                                             | Rotterdam                                                             | Paesi Bassi                                                           | 0 – 0                                                                 | Italia                                                                | Amichevole                                                            | -                                                                     |                                                                       |
| 31-3-1990                                                             | Basilea                                                               | Svizzera                                                              | 0 – 1                                                                 | Italia                                                                | Amichevole                                                            | -                                                                     |                                                                       |
| 9-6-1990                                                              | Roma                                                                  | Italia                                                                | 1 – 0                                                                 | Austria                                                               | Mondiali 1990 - 1º turno                                              | -                                                                     |                                                                       |
| 14-6-1990                                                             | Roma                                                                  | Italia                                                                | 1 – 0                                                                 | Stati Uniti                                                           | Mondiali 1990 - 1º turno                                              | -                                                                     |                                                                       |
| 19-6-1990                                                             | Roma                                                                  | Italia                                                                | 2 – 0                                                                 | Cecoslovacchia                                                        | Mondiali 1990 - 1º turno                                              | -                                                                     |                                                                       |
| 25-6-1990                                                             | Roma                                                                  | Italia                                                                | 2 – 0                                                                 | Uruguay                                                               | Mondiali 1990 - Ottavi di finale                                      | -                                                                     |                                                                       |
| 30-6-1990                                                             | Roma                                                                  | Italia                                                                | 1 – 0                                                                 | Irlanda                                                               | Mondiali 1990 - Quarti di finale                                      | -                                                                     |                                                                       |
| 3-7-1990                                                              | Napoli                                                                | Argentina                                                             | 1 – 1 dts (4 – 3 dtr)                                                 | Italia                                                                | Mondiali 1990 - Semifinale                                            | -1                                                                    |                                                                       |
| 7-7-1990                                                              | Bari                                                                  | Italia                                                                | 2 – 1                                                                 | Inghilterra                                                           | Mondiali 1990 - 3º posto                                              | -1                                                                    | 3º posto                                                              |
| 26-9-1990                                                             | Palermo                                                               | Italia                                                                | 1 – 0                                                                 | Paesi Bassi                                                           | Amichevole                                                            | -                                                                     |                                                                       |
| 17-10-1990                                                            | Budapest                                                              | Ungheria                                                              | 1 – 1                                                                 | Italia                                                                | Qual. Euro 1992                                                       | -1                                                                    |                                                                       |
| 3-11-1990                                                             | Roma                                                                  | Italia                                                                | 0 – 0                                                                 | Unione Sovietica                                                      | Qual. Euro 1992                                                       | -                                                                     |                                                                       |
| 22-12-1990                                                            | Limassol                                                              | Cipro                                                                 | 0 – 4                                                                 | Italia                                                                | Qual. Euro 1992                                                       | -                                                                     |                                                                       |
| 13-2-1991                                                             | Terni                                                                 | Italia                                                                | 0 – 0                                                                 | Belgio                                                                | Amichevole                                                            | -                                                                     |                                                                       |
| 1-5-1991                                                              | Salerno                                                               | Italia                                                                | 3 – 1                                                                 | Ungheria                                                              | Qual. Euro 1992                                                       | -1                                                                    |                                                                       |
| 5-6-1991                                                              | Oslo                                                                  | Norvegia                                                              | 2 – 1                                                                 | Italia                                                                | Qual. Euro 1992                                                       | -2                                                                    |                                                                       |
| 12-6-1991                                                             | Malmö                                                                 | Danimarca                                                             | 0 – 2 dts                                                             | Italia                                                                | Torneo Scania 100 - Semifinale                                        | -                                                                     |                                                                       |
| 16-6-1991                                                             | Stoccolma                                                             | Italia                                                                | 1 – 1 dts (3 – 2 dtr)                                                 | Unione Sovietica                                                      | Torneo Scania 100 - Finale                                            | -1                                                                    | 46’                                                                   |
| 25-9-1991                                                             | Sofia                                                                 | Bulgaria                                                              | 2 – 1                                                                 | Italia                                                                | Amichevole                                                            | -1                                                                    | 46’                                                                   |
| 12-10-1991                                                            | Mosca                                                                 | Unione Sovietica                                                      | 0 – 0                                                                 | Italia                                                                | Qual. Euro 1992                                                       | -                                                                     |                                                                       |
| 21-12-1991                                                            | Foggia                                                                | Italia                                                                | 2 – 0                                                                 | Cipro                                                                 | Qual. Euro 1992                                                       | -                                                                     |                                                                       |
| 19-2-1992                                                             | Cesena                                                                | Italia                                                                | 4 – 0                                                                 | San Marino                                                            | Amichevole                                                            | -                                                                     | 46’                                                                   |
| 25-3-1992                                                             | Torino                                                                | Italia                                                                | 1 – 0                                                                 | Germania                                                              | Amichevole                                                            | -                                                                     |                                                                       |
| 31-5-1992                                                             | New Haven                                                             | Italia                                                                | 0 – 0                                                                 | Portogallo                                                            | U.S. Cup 1992                                                         | -                                                                     |                                                                       |
| 4-6-1992                                                              | Boston                                                                | Italia                                                                | 2 – 0                                                                 | Irlanda                                                               | U.S. Cup 1992                                                         | -                                                                     |                                                                       |
| Totale                                                                |                                                                       | Presenze (35º posto)                                                  | 58                                                                    |                                                                       | Reti                                                                  | -21                                                                   |                                                                       |

### Record
- Portiere con la più lunga striscia di imbattibilità nella storia del campionato del mondo: 517 minuti.[5]
- Unico portiere rimasto imbattuto in cinque incontri consecutivi di un campionato del mondo.[5]
- Portiere con più presenze nella storia dell'Inter: 473.[28]

### Statistiche da allenatore
Statistiche aggiornate al 20 aprile 2024. In grassetto le competizioni vinte.
| Stagione                 | Squadra                  | Campionato               | Campionato | Campionato | Campionato | Campionato | Coppe nazionali | Coppe nazionali | Coppe nazionali | Coppe nazionali | Coppe nazionali | Coppe continentali | Coppe continentali | Coppe continentali | Coppe continentali | Coppe continentali | Altre coppe | Altre coppe | Altre coppe | Altre coppe | Altre coppe | Totale | Totale | Totale | Totale | % Vittorie | Piazzamento       |
| Stagione                 | Squadra                  | Comp                     | G          | V          | N          | P          | Comp            | G               | V               | N               | P               | Comp               | G                  | V                  | N                  | P                  | Comp        | G           | V           | N           | P           | G      | V      | N      | P      | %          | Piazzamento       |
| ------------------------ | ------------------------ | ------------------------ | ---------- | ---------- | ---------- | ---------- | --------------- | --------------- | --------------- | --------------- | --------------- | ------------------ | ------------------ | ------------------ | ------------------ | ------------------ | ----------- | ----------- | ----------- | ----------- | ----------- | ------ | ------ | ------ | ------ | ---------- | ----------------- |
| 1998                     | New England Revolution   | MLS                      | 6          | 2          | 0          | 4          | -               | -               | -               | -               | -               | -                  | -                  | -                  | -                  | -                  | -           | -           | -           | -           | -           | 6      | 2      | 0      | 4      | 33,33      | 6º                |
| 1999                     | New England Revolution   | MLS                      | 20         | 8          | 4          | 8          | -               | -               | -               | -               | -               | -                  | -                  | -                  | -                  | -                  | -           | -           | -           | -           | -           | 20     | 8      | 4      | 8      | 40,00      | 5º                |
| Totale NE Revolution     | Totale NE Revolution     | Totale NE Revolution     | 26         | 10         | 4          | 12         |                 | -               | -               | -               | -               |                    | -                  | -                  | -                  | -                  |             | -           | -           | -           | -           | 26     | 10     | 4      | 12     | 38,46      |                   |
| ott. 2000-gen. 2001      | Brera                    | D                        | 3          | 2          | 0          | 1          | -               | -               | -               | -               | -               | -                  | -                  | -                  | -                  | -                  | -           | -           | -           | -           | -           | 3      | 2      | 0      | 1      | 66,67      | Sub., Dimis.      |
| 2002-2003                | Național Bucarest        | DA                       | 30         | 12         | 7          | 11         | CR              | 7               | 5               | 0               | 2               | CU                 | 6                  | 2                  | 1                  | 3                  | -           | -           | -           | -           | -           | 43     | 19     | 8      | 16     | 44,19      | 8º                |
| lug.-set. 2003           | Național Bucarest        | DA                       | 4          | 1          | 0          | 3          | -               | -               | -               | -               | -               | -                  | -                  | -                  | -                  | -                  | -           | -           | -           | -           | -           | 4      | 1      | 0      | 3      | 25,00      | Dimis.            |
| Totale Național Bucarest | Totale Național Bucarest | Totale Național Bucarest | 34         | 13         | 7          | 14         |                 | -               | -               | -               | -               |                    | -                  | -                  | -                  | -                  |             | -           | -           | -           | -           | 47     | 20     | 8      | 19     | 42,55      |                   |
| 2004-2005                | Steaua Bucarest          | DA                       | 30         | 19         | 6          | 5          | CR              | 1               | 0               | 0               | 1               | CU                 | 12                 | 5                  | 2                  | 5                  | -           | -           | -           | -           | -           | 49     | 24     | 8      | 11     | 48,98      | 1º                |
| 2005-2006                | Stella Rossa             | SLs                      | 30         | 25         | 3          | 2          | CS              | 5               | 5               | 0               | 0               | CU                 | 8                  | 3                  | 3                  | 2                  | -           | -           | -           | -           | -           | 43     | 33     | 6      | 4      | 76,74      | 1º                |
| 2006-gen. 2007           | Gaziantepspor            | SL                       | 17         | 5          | 5          | 7          | TK              | 4               | 3               | 0               | 1               | -                  | -                  | -                  | -                  | -                  | -           | -           | -           | -           | -           | 21     | 8      | 5      | 8      | 38,10      | Eson.             |
| gen.-giu. 2007           | Al-Ain                   | UAE                      | 13         | 6          | 4          | 3          | CEA             | 4               | 3               | 0               | 1               | ACL                | 6                  | 1                  | 3                  | 2                  | -           | -           | -           | -           | -           | 23     | 10     | 7      | 6      | 43,48      | Sub. 9º           |
| set.-nov. 2007           | Dinamo Bucarest          | LI                       | 11         | 5          | 4          | 2          | CR              | 1               | 1               | 0               | 0               | CU                 | 2                  | 1                  | 0                  | 1                  | -           | -           | -           | -           | -           | 14     | 7      | 4      | 3      | 50,00      | Sub., Dimis.      |
| apr.-giu. 2008           | Catania                  | A                        | 7          | 2          | 2          | 3          | CI              | 2               | 0               | 1               | 1               | -                  | -                  | -                  | -                  | -                  | -           | -           | -           | -           | -           | 9      | 2      | 3      | 4      | 22,22      | Sub. 17º          |
| 2008-2009                | Catania                  | A                        | 38         | 12         | 7          | 19         | CI              | 3               | 2               | 0               | 1               | -                  | -                  | -                  | -                  | -                  | -           | -           | -           | -           | -           | 41     | 14     | 7      | 20     | 34,15      | 15º               |
| Totale Catania           | Totale Catania           | Totale Catania           | 45         | 14         | 9          | 22         |                 | 5               | 2               | 1               | 2               |                    | -                  | -                  | -                  | -                  |             | -           | -           | -           | -           | 50     | 16     | 10     | 24     | 32,00      |                   |
| lug.-nov. 2009           | Palermo                  | A                        | 13         | 4          | 5          | 4          | CI              | 1               | 1               | 0               | 0               | -                  | -                  | -                  | -                  | -                  | -           | -           | -           | -           | -           | 14     | 5      | 5      | 4      | 35,71      | Eson.             |
| mag.-dic. 2010           | Al-Nassr                 | SPL                      | 16         | 7          | 8          | 1          | -               | -               | -               | -               | -               | -                  | -                  | -                  | -                  | -                  | -           | -           | -           | -           | -           | 16     | 7      | 8      | 1      | 43,75      | Eson.             |
| gen.-giu. 2011           | Al-Nasr                  | UAE                      | 11         | 5          | 4          | 2          | CEA+EC          | 1               | 0               | 0               | 1               | -                  | -                  | -                  | -                  | -                  | -           | -           | -           | -           | -           | 12     | 5      | 4      | 3      | 41,67      | 3º                |
| 2011-2012                | Al-Nasr                  | UAE                      | 22         | 11         | 8          | 3          | CEA+EC          | 1+10            | 0+3             | 0+3             | 1+4             | ACL                | 6                  | 2                  | 0                  | 4                  | -           | -           | -           | -           | -           | 39     | 16     | 11     | 12     | 41,03      | 2º                |
| 2012-2013                | Al-Nasr                  | UAE                      | 26         | 11         | 6          | 9          | CEA+EC          | 1+8             | 0+2             | 0+3             | 1+3             | ACL                | 7                  | 1                  | 1                  | 5                  | -           | -           | -           | -           | -           | 42     | 14     | 10     | 18     | 33,33      | 6º                |
| Totale Al-Nasr           | Totale Al-Nasr           | Totale Al-Nasr           | 59         | 27         | 18         | 14         |                 | 21              | 5               | 6               | 11              |                    | 13                 | 3                  | 1                  | 9                  |             | -           | -           | -           | -           | 93     | 35     | 25     | 33     | 37,63      |                   |
| ott. 2013-2014           | Al-Jazira                | UAE                      | 21         | 8          | 7          | 6          | CEA+EC          | 0+5             | 0+2             | 0+1             | 0+2             | ACL                | 8                  | 3                  | 1                  | 4                  | -           | -           | -           | -           | -           | 34     | 13     | 9      | 12     | 38,24      | Sub. 3º           |
| lug.-nov. 2015           | Sampdoria                | A                        | 12         | 4          | 4          | 4          | CI              | 0               | 0               | 0               | 0               | UEL                | 2                  | 1                  | 0                  | 1                  | -           | -           | -           | -           | -           | 14     | 5      | 4      | 5      | 35,71      | Res. cons.        |
| dic. 2015-feb. 2016      | Al-Shaab                 | UAE                      | 11         | 1          | 1          | 9          | CEA+EC          | 0+1             | 0+1             | 0+0             | 0+0             | -                  | -                  | -                  | -                  | -                  | -           | -           | -           | -           | -           | 12     | 2      | 1      | 9      | 16,67      | Sub., Resc. cons. |
| ago.-ott. 2016           | Wolverhampton            | FLC                      | 14         | 4          | 4          | 6          | FACup+FLC       | 0+3             | 0+2             | 0+0             | 0+1             | -                  | -                  | -                  | -                  | -                  | -           | -           | -           | -           | -           | 17     | 6      | 4      | 7      | 35,29      | Eson.             |
| dic. 2017-2018           | Crotone                  | A                        | 23         | 6          | 5          | 12         | CI              | -               | -               | -               | -               | -                  | -                  | -                  | -                  | -                  | -           | -           | -           | -           | -           | 23     | 6      | 5      | 12     | 26,09      | Sub. 18º (retr.)  |
| ott. 2018-mar. 2019      | Venezia                  | B                        | 19         | 5          | 7          | 7          | CI              | -               | -               | -               | -               | -                  | -                  | -                  | -                  | -                  | -           | -           | -           | -           | -           | 19     | 5      | 7      | 7      | 26,32      | Sub., Eson.       |
| mar.-ago. 2020           | Cagliari                 | A                        | 12         | 3          | 4          | 5          | CI              | -               | -               | -               | -               | -                  | -                  | -                  | -                  | -                  | -           | -           | -           | -           | -           | 12     | 3      | 4      | 5      | 25,00      | Sub. 14º          |
| dic. 2023-apr. 2024      | Emirates                 | UAE                      | 7          | 1          | 2          | 4          | CEA             | 1               | 0               | 0               | 1               | -                  | -                  | -                  | -                  | -                  | -           | -           | -           | -           | -           | 8      | 1      | 2      | 5      | 12,50      | Sub., Eson.       |
| Totale carriera          | Totale carriera          | Totale carriera          | 417        | 169        | 107        | 141        |                 | 59              | 30              | 8               | 21              |                    | 57                 | 19                 | 11                 | 27                 |             | -           | -           | -           | -           | 533    | 218    | 126    | 189    | 40,90      |                   |

## Palmarès

Zenga festeggia con Aldo Serena la vittoria dello scudetto dei record

### Giocatore

#### Competizioni giovanili
- Coppa Italia Primavera: 3

Inter: 1975-1976, 1976-1977, 1977-1978

#### Competizioni nazionali
- Campionato italiano: 1

Inter: 1988-1989
- Supercoppa italiana: 1

Inter: 1989

#### Competizioni internazionali
- Coppa UEFA: 2

Inter: 1990-1991, 1993-1994

#### Individuale
- Guerin d'oro del Guerin Sportivo: 1

1986-1987
- Portiere dell'anno IFFHS: 3

1989, 1990, 1991
- Inserito nella Hall of Fame dell'Inter nella categoria Portieri

2018

### Allenatore
- Campionato rumeno: 1

Steaua Bucarest: 2004-2005
- Campionato serbo-montenegrino: 1

Stella Rossa Belgrado: 2005-2006
- Coppa di Serbia e Montenegro: 1

Stella Rossa Belgrado: 2005-2006

## Opere
- Ero l’uomo ragno. La vita, il calcio, l'amore, Cairo Editore, 2021, ISBN 9788830901759.